# リプログラミング
リプログラミングとは、DNAメチル化などのエピジェネティックな標識の消去・再構成を指す。
生物が持つ遺伝子は、発生および成長・生存の過程で、常に同じように発現しているわけではない。多細胞生物の体細胞において細胞核に含まれる遺伝子の構成は基本的に生涯を通して同じものであるが、各細胞は必要に応じて発現させる遺伝子を切り替えて利用している。そのような後天的な遺伝子発現の制御の変化を一般にエピジェネティクスと呼び、DNAのメチル化修飾やヒストンタンパク質の化学修飾などによって制御されることが分かってきている。有性生殖での配偶子形成過程あるいは人為的な分化能の獲得過程でのエピジェネティック修飾の消去および再構成を、リプログラミング（再プログラム化・初期化）と呼ぶ。
世界で初めて人工的なリプログラミングに成功したのはジョン・ガードンである。彼は、1962年に分化した体細胞は胚性の状態にリプログラムすることができることを、オタマジャクシの腸上皮細胞を除核したカエルの卵に移植することで実証した。この業績により、2012年にノーベル賞を受賞した。共同受賞者の山中伸弥は、ガードンが発見した体細胞の核移植または卵母細胞に基づいたリプログラミングが起こる要因となる明確な遺伝子を特定しiPS細胞を作成することに成功した。
2006年に高橋和利と山中伸弥は、マウス線維芽細胞に複数の遺伝子を導入することでリプログラミング（初期化）させ、人工多能性幹細胞（iPS細胞）を作成したことを報告した。この研究成果「成熟細胞が初期化（リプログラミング）され多能性を持つことの発見」により、山中が2012年のノーベル生理学・医学賞を受賞することが発表された。

## ゲノムインプリンティング
哺乳類の配偶子が作られる過程では、一部の遺伝子が、母方（卵子由来の遺伝子）・父方（精子由来の遺伝子）を区別するように印付け（ゲノムインプリンティング）される。そのため、受精・胚発生を経由して生殖細胞が分化するごとに、その印付けは適切に再設定される必要がある。言い換えると、始原生殖細胞は配偶子形成の過程で、受精卵のときにあった両親のどちらから引き継いだかを示すDNAメチル化パターンを消去し、自らが父母どちらの親になるかということに基づいてDNAメチル化パターンを再構成する必要がある。

## 体細胞核移植
既にエピジェネティックな修飾を受けていた体細胞の核は、体細胞核移植を受けると初期化（リプログラム）される。卵母細胞は、移植された細胞核の組織特異的な遺伝子をオフにし、胚特異的遺伝子をオンに戻す。このことにより、分化能力を失っていた細胞核を移植された卵母細胞からできた卵子を経由しても、新生物個体が発生できる。
リプログラミングは、後天的なエピジェミック修飾を消去し、胚の全能性を得るために必要である。着床前の胚の体外操作で、刷り込まれた遺伝子座のメチル化パターンを中断させることが示されてきており、クローン動物作成において重要な役割を果たしている。
核移植技術による体細胞クローンの作成成功率は、動物種の違いに関係なく数%に過ぎない状態が続いた。また、多くのクローン動物では異常が観察されている。その異常はクローン動物の有性生殖で生まれた子では観察されないのに対して、クローン動物の体細胞から再びクローンを作成した場合に異常が増加していた。このことから、不完全なリプログラミングがそれら異常の一因と考えられている。
その後、胚性幹細胞(ES細胞)作成の技術が開発されたことにより、核移植技術を併用した核移植ES細胞(ntES細胞)を経由したクローン動物作成も行われている。